# 新社会党 (日本)
新社会党是一个成立于1996年3月的日本政治团体（该政党不满足日本的政党要件），由部分不愿加入社会民主党的原日本社会党左派议员组成。新社会党反对修改日本和平宪法第九条、认为自卫队违宪。

## 歷史
新社会党成立后，在1996年众议院选举与1998年参议院选举中都没能赢得席次。截至2019年参议院选举时点，新社会党在日本参众两院均无席次，仅在部分市区町村议会拥有议席。